# Xiayang, Yanling
Xiayang (kinesiska: 霞阳 är en köping i Kina. Den ligger i provinsen Hunan, i den södra delen av landet, omkring 210 kilometer söder om provinshuvudstaden Changsha.
Runt Xiayang är det ganska tätbefolkat, med 75 invånare per kvadratkilometer. Xiayang är det största samhället i trakten. I omgivningarna runt Xiayang växer i huvudsak blandskog.
Genomsnittlig årsnederbörd är 1 939 millimeter. Den regnigaste månaden är augusti, med i genomsnitt 297 mm nederbörd, och den torraste är oktober, med 23 mm nederbörd.